# Lesterps

Lesterps este o comună în departamentul Charente, Franța. În 2009 avea o populație de 481 de locuitori.